# Rimhorn

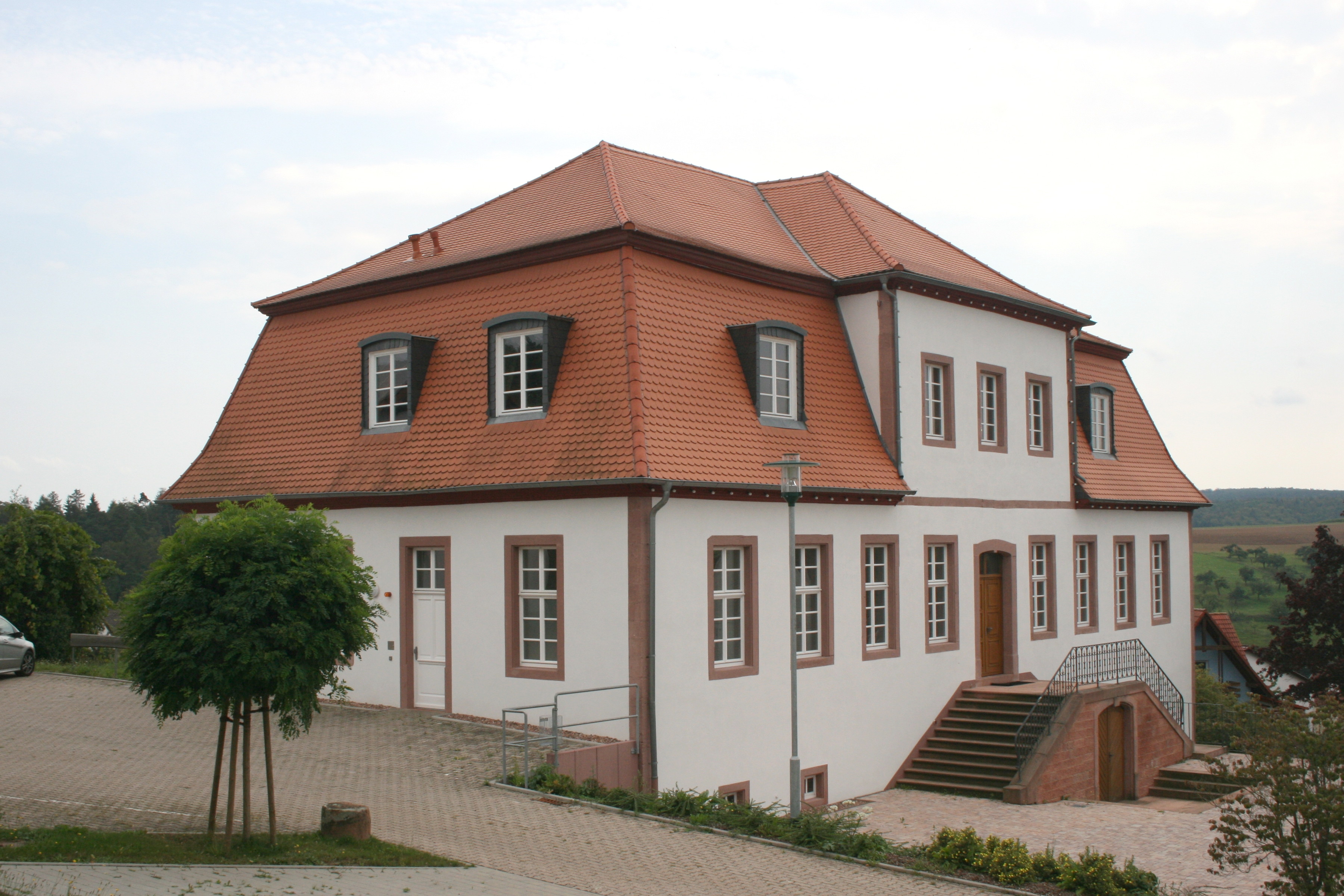
Das Pretlack’sche Palais liegt in markanter Lage oberhalb des Rimhorner Ortskerns.

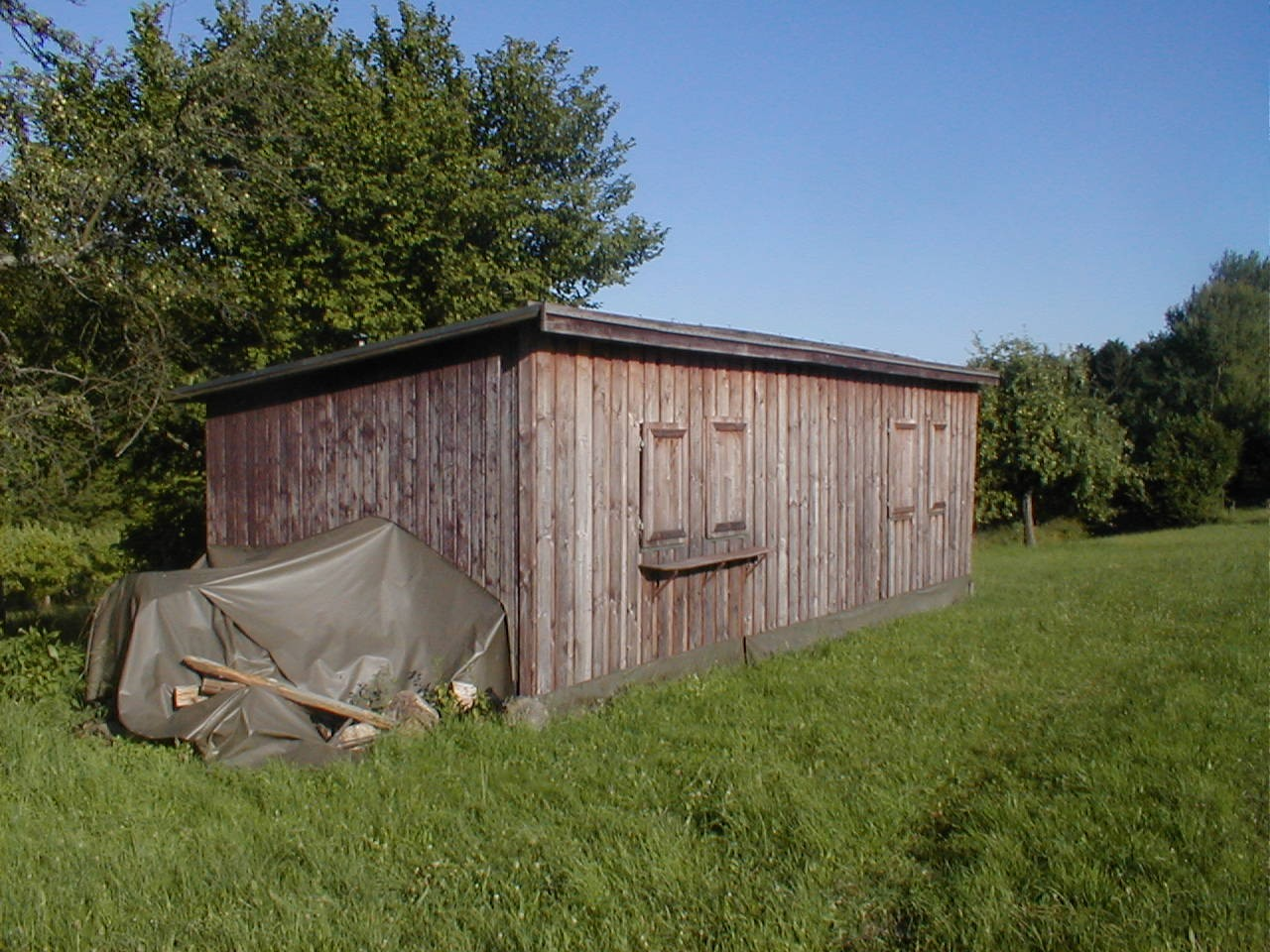
Skihütte Rimhorn

Rimhorn ist ein Ortsteil der Gemeinde Lützelbach im südhessischen Odenwaldkreis.

## Geographie
Das geschossene Dorf Rimhorn liegt im Buntsandsteingebiet des Odenwalds bei einseitiger Gehängelage, ca. 15 km nordöstlich von Erbach, im Westen des Gemeindegebiets von Lützelbach. Der Ortsteil Rimhorn besteht aus der 661,9 Hektar umfassenden Gemarkung Breitenbrunn. Von Rimhorn aus schlängelt sich die Obrunnschlucht in Richtung Höchst im Odenwald mit den im Jahr 2007 restaurierten Modellschlössern, -burgen und Mühlen des romantischen Märchenpfad talabwärts. Dieser ist wieder zu einem attraktiven Ausflugsziel für Familien mit Kindern geworden.
An den Ortsteil Rimhorn grenzen, vom Norden beginnend, im Uhrzeigersinn die Orte Sandbach, Sandbach und Rai-Breitenbach der Stadt Breuberg, Lützel-Wiebelsbach, Breitenbrunn, Fürstengrund und Etzen-Gesäß der Stadt Bad König sowie Mümling-Grumbach und die Kernstadt von Höchst im Odenwald. Durch den Ort führt die Landesstraße 3106, die von der Bundesstraße 426 in Höchst i. Odw. in östlicher Richtung abzweigt und hinter Rimhorn in die Landesstraße 3259 (Rai-breitenbach – Lützel-Wiebelsbach) mündet.

## Geschichte

### Ortsgeschichte
Die älteste erhalten gebliebene urkundliche Erwähnung als Riemhurne weist in das Jahr 1273. Umgangssprachlich nennen die Einwohner in ihrem Dialekt den Ort liebevoll „Rimmen“.
Die denkmalgeschützte evangelische Kirche von Rimhorn, die äußerlich eher bescheiden wirkt, hat eine hochinteressante Baugeschichte. Im Verlauf von Restaurierungsarbeiten am Langhaus wurden in den 1950er Jahren zahlreiche frühromanische Reste freigelegt, die eine Datierung der Kirche ins 10./11. Jahrhundert möglich machen.
1733 ließ sich der hessen-darmstädtischen Generallieutenant Johann Rudolf Victor von Pretlack über dem Ortskern ein herrschaftliches Anwesen errichten. Erhalten ist das Herrenhaus, das sogenannte Pretlack’sche Palais, das 2009 renoviert wurde.
1806 fiel der Ort an das Großherzogtum Hessen. Nach Auflösung der alten Amtsstruktur 1822 fiel der Ort in den Zuständigkeitsbereich des Landgerichts Höchst, nach der Reichsjustizreform von 1877 ab 1879 in den des Amtsgerichts Höchst im Odenwald.
Früher wurde im Dorf hauptsächlich Landwirtschaft betrieben, was sich jedoch im Laufe der Zeit mehr und mehr zu einem Wohnort entwickelt hat.
Hessische Gebietsreform (1970–1977)
Zum 31. Dezember 1971 erfolgte im Zuge der Gebietsreform in Hessen die freiwillige Eingliederung der Gemeinde Rimhorn in die Gemeinde Lützel-Wiebelsbach, die ihrerseits zum 1. August 1972 in der Gemeinde Lützelwiebelsbach aufging, die seit dem 1. Juli 1973 Lützelbach heißt.
Für Rimhorn wurde, wie für jeden Ortsteil der neugeschaffenen Gemeinde, ein Ortsbezirk gebildet.

### Verwaltungsgeschichte im Überblick
Die folgende Liste zeigt die Staaten und Verwaltungseinheiten, denen Rimhorn angehört(e):
- vor 1806: Heiliges Römisches Reich, 1⁄2 Grafschaft Erbach-Schönberg, Herrschaft Breuberg/ 1⁄2 Fürstentum Löwenstein-Wertheim-Rochefort, Zent Höchst
- ab 1806: Großherzogtum Hessen (Souveränitätslande),[Anm. 2] Amt Breuberg (zur Standesherrschaft Löwenstein-Wertheim gehörig)
- ab 1815: Großherzogtum Hessen[Anm. 3] (Souveränitätslande), Amt Breuberg (zur Standesherrschaft Löwenstein-Wertheim gehörig)
- ab 1822: Großherzogtum Hessen, Provinz Starkenburg, Landratsbezirk Erbach[Anm. 4]
- ab 1848: Großherzogtum Hessen, Regierungsbezirk Erbach
- ab 1852: Großherzogtum Hessen, Provinz Starkenburg, Kreis Neustadt
- ab 1874: Provinz Starkenburg, Kreis Erbach
- ab 1871: Deutsches Reich, Großherzogtum Hessen, Provinz Starkenburg, Kreis Erbach
- ab 1918: Deutsches Reich (Weimarer Republik), Volksstaat Hessen, Provinz Starkenburg, Kreis Erbach
- ab 1945: Amerikanische Besatzungszone, Groß-Hessen, Regierungsbezirk Darmstadt, Landkreis Erbach
- ab 1946: Amerikanische Besatzungszone, Land Hessen, Regierungsbezirk Darmstadt, Landkreis Erbach
- ab 1949: Bundesrepublik Deutschland, Land Hessen, Regierungsbezirk Darmstadt, Landkreis Erbach
- ab 1938: Deutsches Reich, Volksstaat Hessen, Landkreis Erbach[8][Anm. 5]
- ab 1945: Deutsches Reich, Amerikanische Besatzungszone,[Anm. 6] Groß-Hessen, Regierungsbezirk Darmstadt, Landkreis Erbach
- ab 1946: Deutsches Reich, Amerikanische Besatzungszone, Land Hessen, Regierungsbezirk Darmstadt, Landkreis Erbach
- ab 1949: Bundesrepublik Deutschland, Land Hessen, Regierungsbezirk Darmstadt, Landkreis Erbach
- ab 1972: Bundesrepublik Deutschland, Land Hessen, Regierungsbezirk Darmstadt, Odenwaldkreis, Gemeinde Lützelwiebelsbach[Anm. 7]
- Ab 1973: Bundesrepublik Deutschland, Land Hessen, Regierungsbezirk Darmstadt, Odenwaldkreis, Gemeinde Lützelbach[Anm. 8]

## Bevölkerung

### Einwohnerentwicklung
- 1961: 577 evangelische (= 88,91 %), 71 katholische (= 10,94 %) Einwohner[3]

| Rimhorn: Einwohnerzahlen von 1829 bis 2024 | Rimhorn: Einwohnerzahlen von 1829 bis 2024 | Rimhorn: Einwohnerzahlen von 1829 bis 2024 | Rimhorn: Einwohnerzahlen von 1829 bis 2024 | Rimhorn: Einwohnerzahlen von 1829 bis 2024 |
| --- | ------------------------------------------ | ------------------------------------------ | ------------------------------------------ | ------------------------------------------ |
| Jahr |                                            |                                            |                                            | Einwohner                                  |
| 1829 | 1829                                       |                                            | 488                                        | 488                                        |
| 1834 | 1834                                       |                                            | 504                                        | 504                                        |
| 1840 | 1840                                       |                                            | 547                                        | 547                                        |
| 1846 | 1846                                       |                                            | 598                                        | 598                                        |
| 1852 | 1852                                       |                                            | 543                                        | 543                                        |
| 1858 | 1858                                       |                                            | 532                                        | 532                                        |
| 1864 | 1864                                       |                                            | 547                                        | 547                                        |
| 1871 | 1871                                       |                                            | 579                                        | 579                                        |
| 1875 | 1875                                       |                                            | 621                                        | 621                                        |
| 1885 | 1885                                       |                                            | 609                                        | 609                                        |
| 1895 | 1895                                       |                                            | 586                                        | 586                                        |
| 1905 | 1905                                       |                                            | 593                                        | 593                                        |
| 1910 | 1910                                       |                                            | 592                                        | 592                                        |
| 1925 | 1925                                       |                                            | 548                                        | 548                                        |
| 1939 | 1939                                       |                                            | 556                                        | 556                                        |
| 1946 | 1946                                       |                                            | 702                                        | 702                                        |
| 1950 | 1950                                       |                                            | 707                                        | 707                                        |
| 1956 | 1956                                       |                                            | 644                                        | 644                                        |
| 1961 | 1961                                       |                                            | 649                                        | 649                                        |
| 1967 | 1967                                       |                                            | 700                                        | 700                                        |
| 1970 | 1970                                       |                                            | 699                                        | 699                                        |
| 1980 | 1980                                       |                                            | ?                                          | ?                                          |
| 1990 | 1990                                       |                                            | ?                                          | ?                                          |
| 2000 | 2000                                       |                                            | ?                                          | ?                                          |
| 2011 | 2011                                       |                                            | 879                                        | 879                                        |
| 2015 | 2015                                       |                                            | 893                                        | 893                                        |
| 2020 | 2020                                       |                                            | 834                                        | 834                                        |
| 2024 | 2024                                       |                                            | 793                                        | 793                                        |
| Datenquelle: Historisches Gemeindeverzeichnis für Hessen: Die Bevölkerung der Gemeinden 1834 bis 1967. Wiesbaden: Hessisches Statistisches Landesamt, 1968. Weitere Quellen: LAGIS; Gemeinde Lützelbach; Zensus 2011 |                                            |                                            |                                            |                                            |

### Einwohnerstruktur 2011
Nach den Erhebungen des Zensus 2011 lebten am Stichtag dem 9. Mai 2011 in Rimhorn 879 Einwohner. Darunter waren 75 (8,5 %) Ausländer.
Nach dem Lebensalter waren 153 Einwohner unter 18 Jahren, 381 zwischen 18 und 49, 192 zwischen 50 und 64 und 156 Einwohner waren älter.
Die Einwohner lebten in 360 Haushalten. Davon waren 90 Singlehaushalte, 111 Paare ohne Kinder und 126 Paare mit Kindern, sowie 24 Alleinerziehende und 6 Wohngemeinschaften. In 69 Haushalten lebten ausschließlich Senioren und in 246 Haushaltungen lebten keine Senioren.

## Politik
Für Rimhorn besteht ein Ortsbezirk (Gebiete der ehemaligen Gemeinde Rimhorn) mit Ortsbeirat und Ortsvorsteher nach der Hessischen Gemeindeordnung. Der Ortsbeirat besteht aus drei Mitgliedern. Bei den Kommunalwahlen in Hessen 2021 betrug die Wahlbeteiligung zum Ortsbeirat 56,6 %. Dabei wurden gewählt: je ein Mitglied der SPD, der CDU und der Liste „Überparteiliche Wählergemeinschaft Lützelbach“ (ÜWG). Der Ortsbeirat wählte Markus Reeh zum Ortsvorsteher.

## Kultur und Sehenswürdigkeiten

### Vereine
- 1. FC Rimhorn 1948 e. V.
- Ski-Club, er öffnet in den Wintermonaten seine Skihütte (östlich von Rimhorn) an einem Rodelhang. Bis 2011 betrieb der Verein einen eigenen Skilift. Wegen erhöhter Sicherheitsauflagen musste dessen Betrieb jedoch eingestellt werden.[13]
- Kerbbursche Rimmen, jedes Jahr im September hat diese Vereinigung Hochkonjunktur. Bei der Rimmener Kerbredd (Rede zur Kirchweih) sitzt halb Rimhorn in den Zelten und lauscht den nicht immer erstgemeinten Unannehmlichkeiten der Bewohner, die die Kerbburschen im vergangenen Jahr gesammelt  haben. Außerdem veranstalten sie Anfang Januar die „Aprés Ski Party“ an der Skihütte.
- Sängervereinigung „Frohsinn“
- Verkehrs- und Verschönerungsverein

### Lustiges zum Ort
- Es gibt ein Sprichwort, welches sich nicht nur in Rimhorn festgesetzt hat: „Rimmern am Rå, Plaschder ohne Stå, Käischhouf ohne Mauän – was is Rimmern zu bedauän.“ Auf hochdeutsch: „Rimhorn am Berghang, Pflaster ohne Steine, Friedhof ohne Mauern – was ist Rimhorn zu bedauern.“

- Auch ist in den Nachbardörfern Breitenbrunn, Lützel-Wiebelsbach und Vielbrunn öfters vom nicht ganz ernst gemeinten „Rimmener Berschhingel oder Rimmener Råhingel“ (Rimhorner Berghuhn) die Rede. Der Grund hierfür ist in der geografischen Lage von Rimhorn zu finden. Fast keine Straße in Rimhorn ist eben. Dies hat zur Folge, dass man – wenn man in Rimhorn geboren wird – mit einem kurzen und einem langen Bein auf die Welt kommt... also ein Rimmener Berschhingel. Wenn man dieses umdreht, kippt es und rollt den Hang hinunter.

- Einer Legende nach wollte nachts ein Bauer sein weggelaufenes Vieh wieder einfangen und rief: „Rim Du Horn“ (auf hochdeutsch: „Dreh dich rum, du Horn!“), wodurch sich dieser Ausruf zum späteren Ortsnamen Rimhorn entwickelt haben soll.

## Wirtschaft und Infrastruktur
Das Pretlack’sche Palais wird als Dorfgemeinschaftshaus genutzt.
Die Landesstraße 3106 führt durch Rimhorn und erschließt den Ort für den überörtlichen Verkehr, besonders durch die Verbindung mit dem verkehrsgünstig im Mümlingtal gelegenen Nachbarort Höchst im Odenwald.

## Persönlichkeiten
- Johann Rudolf Victor von Pretlack (1668–1737)
- Georg Rainer Hofmann (* 1961), in Rimhorn geborener Informatiker und Hochschullehrer